# Bryum dendroides
Bryum dendroides là một loài rêu trong họ Bryaceae. Loài này được Brid. mô tả khoa học đầu tiên năm 1803.